# Juan Eduardo Martín
Juan Eduardo Martín (Leones, 27 aprile 1982) è un ex calciatore argentino, di ruolo attaccante.

## Carriera
Ha giocato nella seconda divisione argentina e nella massima serie dei campionati greco ed argentino.